# ساوت بیچ (اورگن)
ساوت بیچ (به انگلیسی: South Beach) یک منطقهٔ مسکونی در ایالات متحده آمریکا است که در شهرستان لینکلن، اورگن واقع شده‌است. ساوت بیچ ۱۰٫۰۶ متر بالاتر از سطح دریا واقع شده‌است.